# Sebastiaen Vrancx
Sebastiaen Vrancx of Sebastiaan Vrancx (Antwerpen, 22 januari 1573 - aldaar, 19 mei 1647) was een Vlaamse barokschilder, tekenaar, ontwerper van prenten en dichter-toneelschrijver.  Hij is vooral bekend om zijn strijdtaferelen, een genre waarvan hij een pionier was in de noord-Europese schilderkunst.  Hij schilderde verder landschappen met mythologische en allegorische taferelen, scènes met rovers, dorpstaferelen en feesten in steden. Hij was een begaafd figuurschilder die regelmatig werd uitgenodigd om de stoffage in composities van andere Antwerpse schilders te schilderen.

## Biografie
Sebastiaen Vrancx werd op 22 januari 1573 gedoopt in de Sint-Jacobskerk te Antwerpen.  Zijn vader Jan was koopman.  Zijn moeder was Barbara Coutereau.  

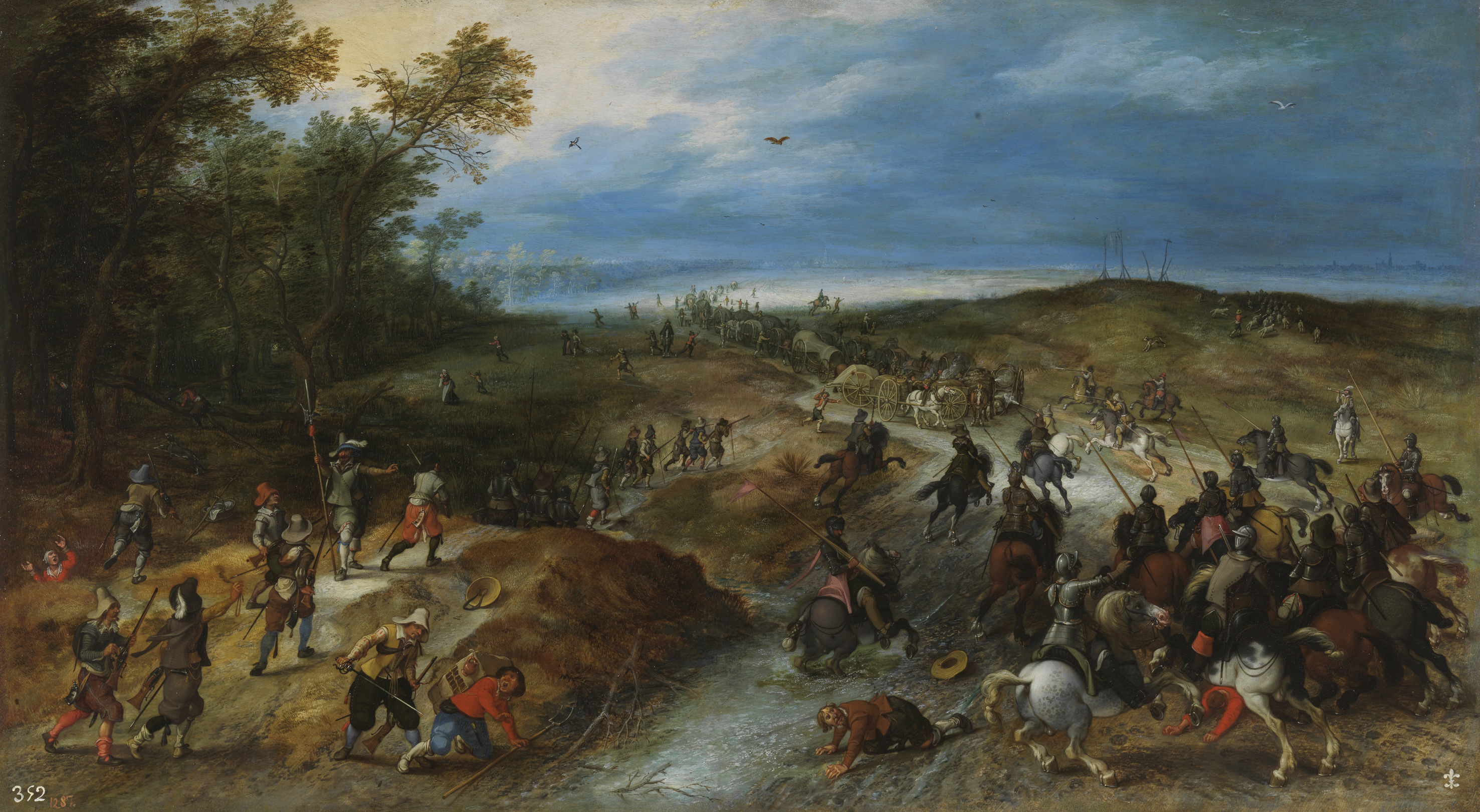
Aanval op een konvooi, Museo del Prado, Madrid

Hij was leerling in het atelier van Adam van Noort, die ook de leermeester was van andere vooraanstaande Antwerpse schilders als Peter Paul Rubens, Jacob Jordaens en Hendrick van Balen.  Aangenomen wordt dat de kunstenaar na het beëindigen van zijn leertijd Italië bezocht, aangezien hij pas in 1600 meester werd van het Antwerpse Sint-Lucasgilde.
Hij begon zijn carrière in Antwerpen en verwierf de erkenning van zijn collega-kunstenaars. Hij werd vooral gewaardeerd als schilder van gevechtstaferelen. Het is bekend dat Rubens een gevechtstafereel van de kunstenaar bezat.

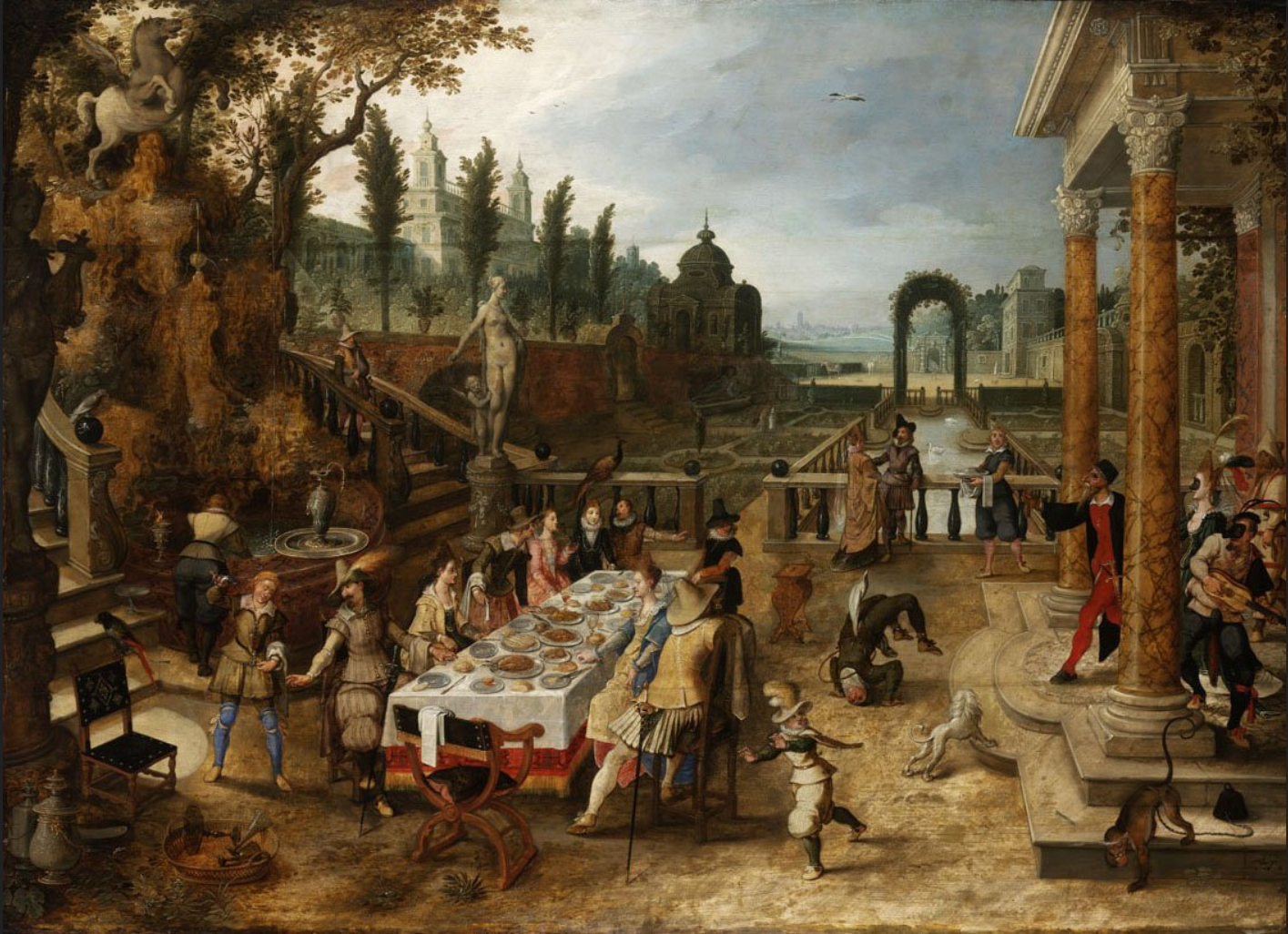
Elegant gezelschap aan tafel op een buitenterras, 1610-1620, Szépművészeti Múzeum, Budapest

In 1610 werd hij uitgenodigd om lid te worden van de elitaire Confrerie der Romanisten, een genootschap van Antwerpse humanisten en kunstenaarss. Een voorwaarde voor toelating was dat het lid naar Rome was gereisd. Het feit dat hij als lid werd toegelaten, wordt gezien als bewijs dat hij daadwerkelijk naar Italië is gereisd. De diversiteit en de hoge posities die de leden van de Confrerie bekleedden, boden hem een goede gelegenheid om potentiële mecenassen te ontmoeten. Hij werd in 1611 verkozen tot deken van de schilderskamer van het Sint-Lucasgilde van Antwerpen.

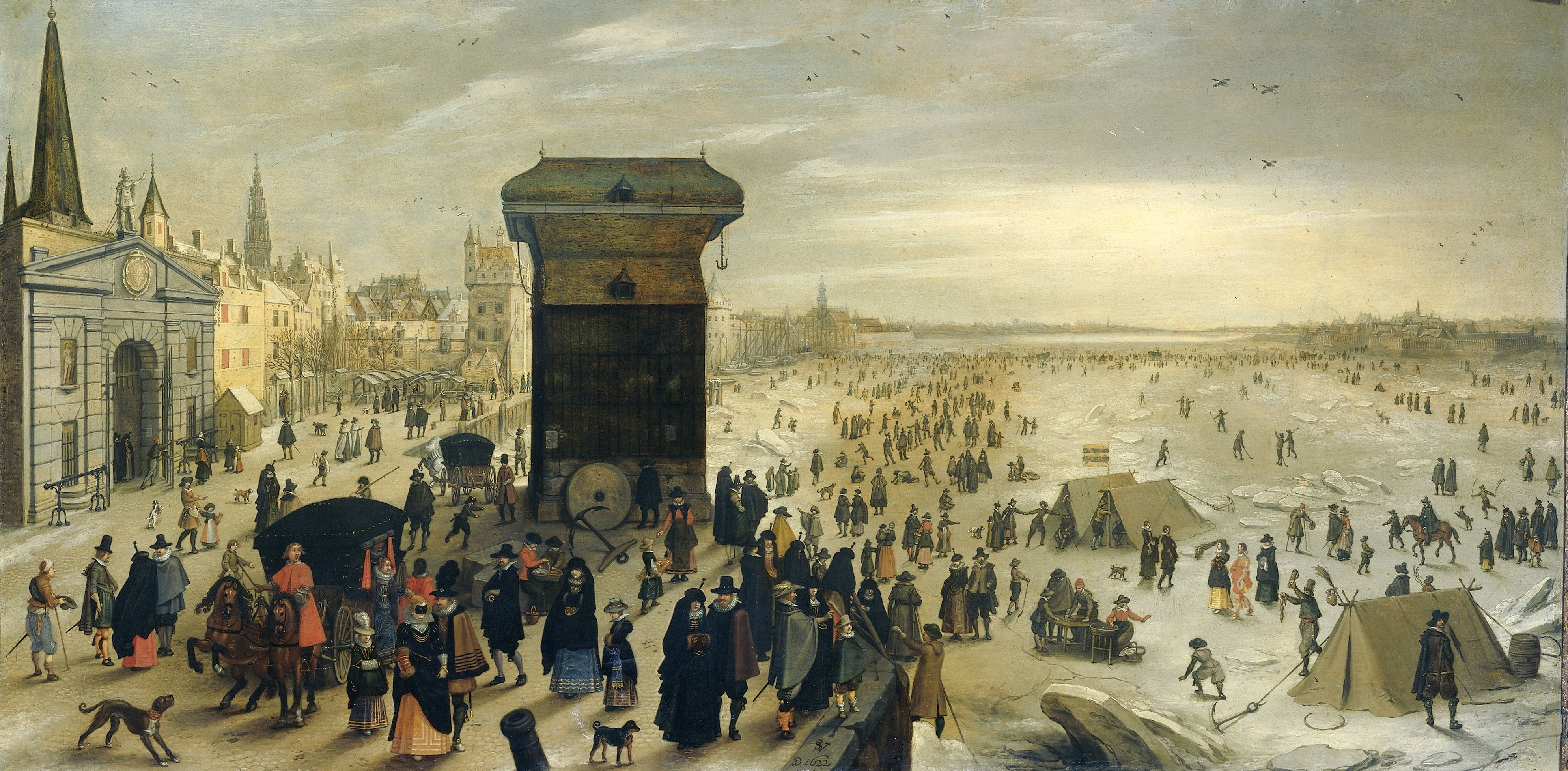
IJsplezier aan de Schelde te Antwerpen bij het Kranenhoofd, 1622, Rijksmuseum, Amsterdam

Vrancx was vanaf 1613 lid en districtshoofd van de plaatselijke schutterij (burgermilitie). Hij werd in 1626 door de Antwerpse burgemeester gevraagd om voor vijf jaar te dienen als kapitein van de schutterij in ruil voor een volledige vrijstelling van belastingen en gemeentediensten. De functie gaf Vrancx het recht een zwaard te dragen. Antoon van Dyck portretteerde hem in een forse pose terwijl hij zijn zwaard aan de zijde vasthoudt. Vrancx schreef gedichten, komedies en tragikomedies. Gedurende een tijd was hij factor (toneelschrijver-regisseur) van de rederijkerskamer De Violieren. Zo speelde hij een belangrijke rol bij de creatie van het blazoen van de rederijkerskamer.

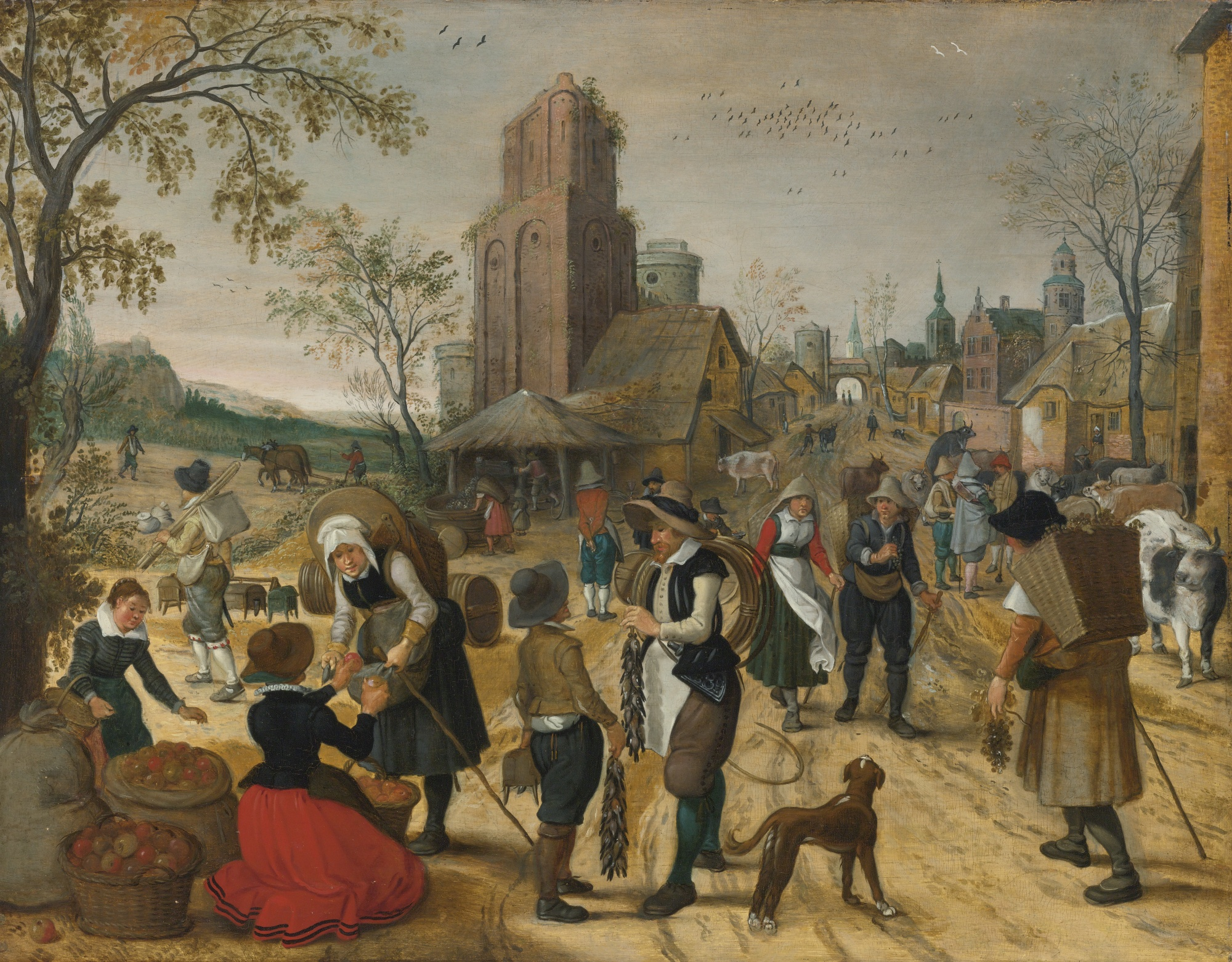
Herfst, markttafereel in een dorp

Tot de leerlingen van Vrancx behoorden Peter Snayers die een vooraanstaand schilder van gevechtsscènes werd en Balthasar Courtois, wiens werk vrijwel onbekend is. Er is geen duidelijk beeld van de omvang van Vrancx' atelier. In een brief uit 1634 schreef Jan Brueghel de Jonge aan zijn zakenpartner in Sevilla dat: 'Vrancx heeft veel te doen, maar weigert atelierassistenten in dienst te nemen, waardoor het werk lang duurt. Hij laat geen kopieën in omloop brengen'.
Vrancx werd getroffen door een persoonlijke tragedie toen zijn vrouw en enig kind Barbara enkele maanden na elkaar stierven in 1639. Hijzelf overleed op 19 mei 1647 in Antwerpen.

## Werken
Vrancx werd in zijn tijd al gezien als een gerespecteerd schilder van veldslagen. Zijn onderwerpen waren echter veel ruimer dan alleen gevechtstaferelen. Hij schilderde landschappen met mythologische en religieuze scènes, allegorieën van de seizoenen en maanden, stadsgezichten, banketscènes, dorpsgezichten, genre scènes, Bruegheliaanse scènes en zelfs architectuurschilderijen.  Hij is ook bekend om een serie tekeningen met scènes uit Vergilius' Aeneis. Hij maakte ook ontwerpen voor de Antwerpse prentmakers en uitgevers.
Hij werkte een aantal keren samen met Jan Brueghel de Oude. Samen met Rubens, Frans Francken (II), Hendrick van Balen, Frans Snyders en Joos de Momper werkte hij aan de Allegorie van de Zintuigen, twee werken uitgevoerd in opdracht van de aartshertog Albert van Oostenrijk bij diens bezoek aan Antwerpen. Een voorbeeld van een samenwerking met Jan Brueghel de Oude is Aanval op een konvooi (Kunsthistorisches Museum in Wenen), waarin Vrancx de figuren schilderde in het door Brueghel geschapen landschap.

## Oorlogskunstenaar

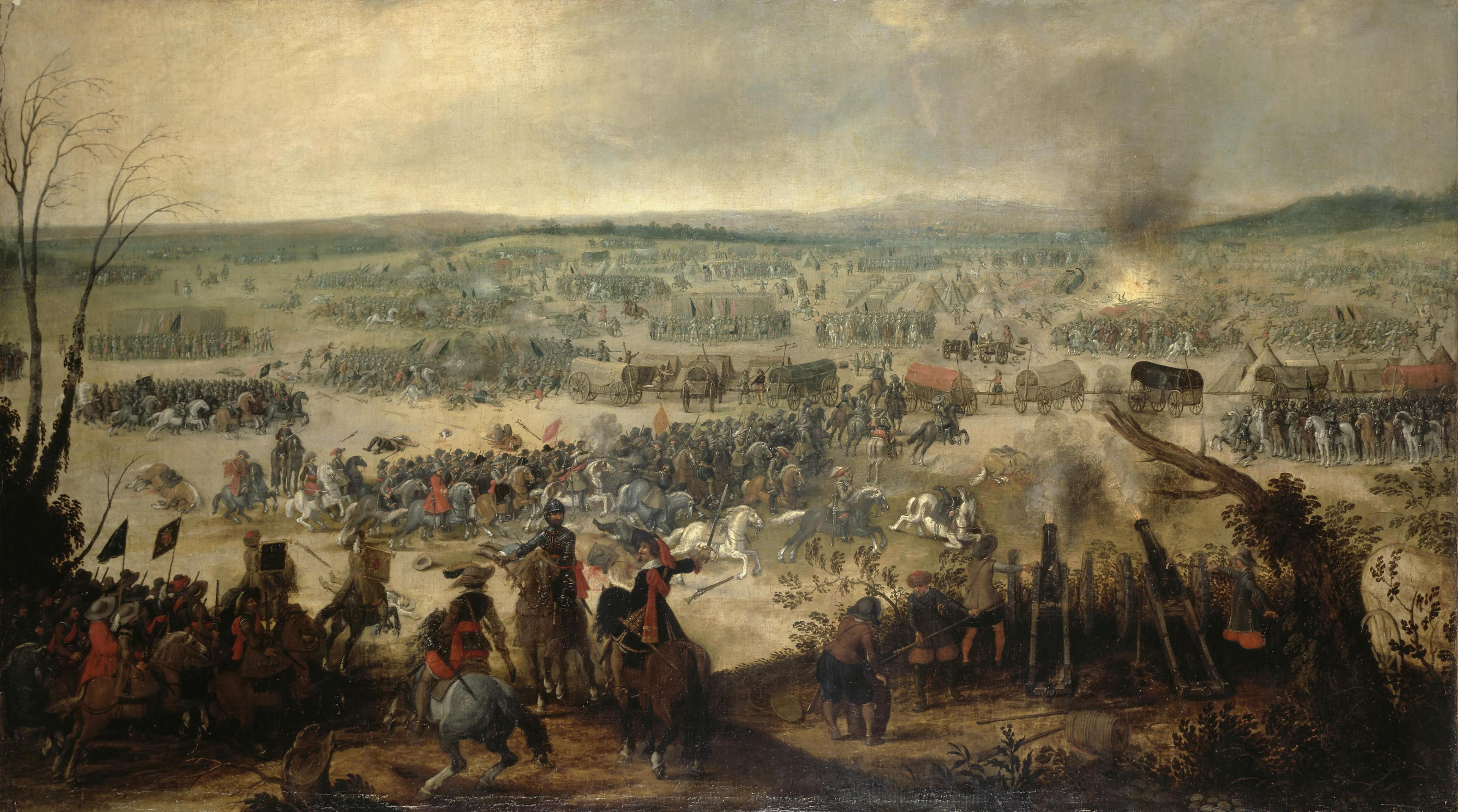
Slag bij Vimpfen op 6 mei 1622, Hermitage, Sint-Petersburg

Sebastiaen Vrancx was waarschijnlijk de eerste kunstenaar in de Nederlanden die gevechtstaferelen afbeeldde. Ongeveer de helft van zijn bekende werken zijn gewijd aan militaire scènes. Zijn ervaring als officier en kapitein van de Antwerpse schutterij heeft wellicht een rol gespeeld bij zijn belangstelling voor de ontwikkeling van dit genre. Zijn ervaring uit de eerste hand in militaire aangelegenheden inspireerde hem waarschijnlijk bij zijn behandeling van het onderwerp en ondersteunde zijn vaardigheid in het uitbeelden van cavaleriegevechten en veldslagen van de Tachtigjarige Oorlog.  Vrancx werd een zeer invloedrijke figuur in de ontwikkeling van dit onderwerp.

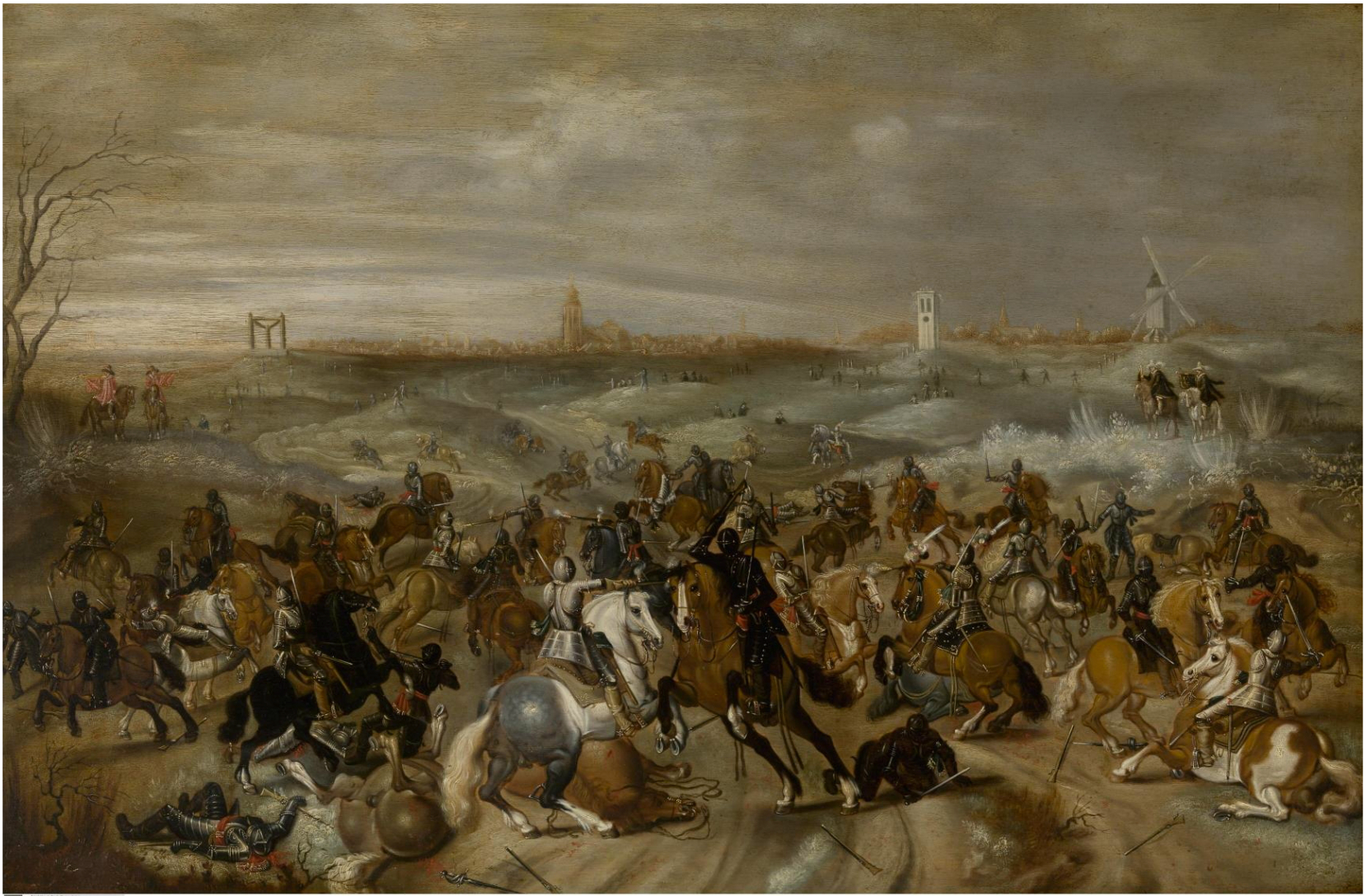
De slag bij Leckerbeetje, Groeningemuseum, Brugge

In de periode 1611-25 had zijn stijl zich zo ontwikkeld dat zijn landschappen en de figuren daarin de heldere en vastberaden vormentaal vertoonden die kenmerkend was voor zijn volwassen stijl. Hij bereikte een grotere beheersing van de weergave van de ruimte en van grote en complexere groepen figuren. In zijn rijpe latere periode vanaf de jaren 1630 werden zijn composities gekenmerkt door meer verzwakte en parelmoerachtige tonaliteiten en een minder compacte maar meer dynamische uitvoering van de bomen. Vrancx' rijpe stijl kenmerkt zich verder door complexe figuurgroepen die actief zijn binnen weidse landschappen.

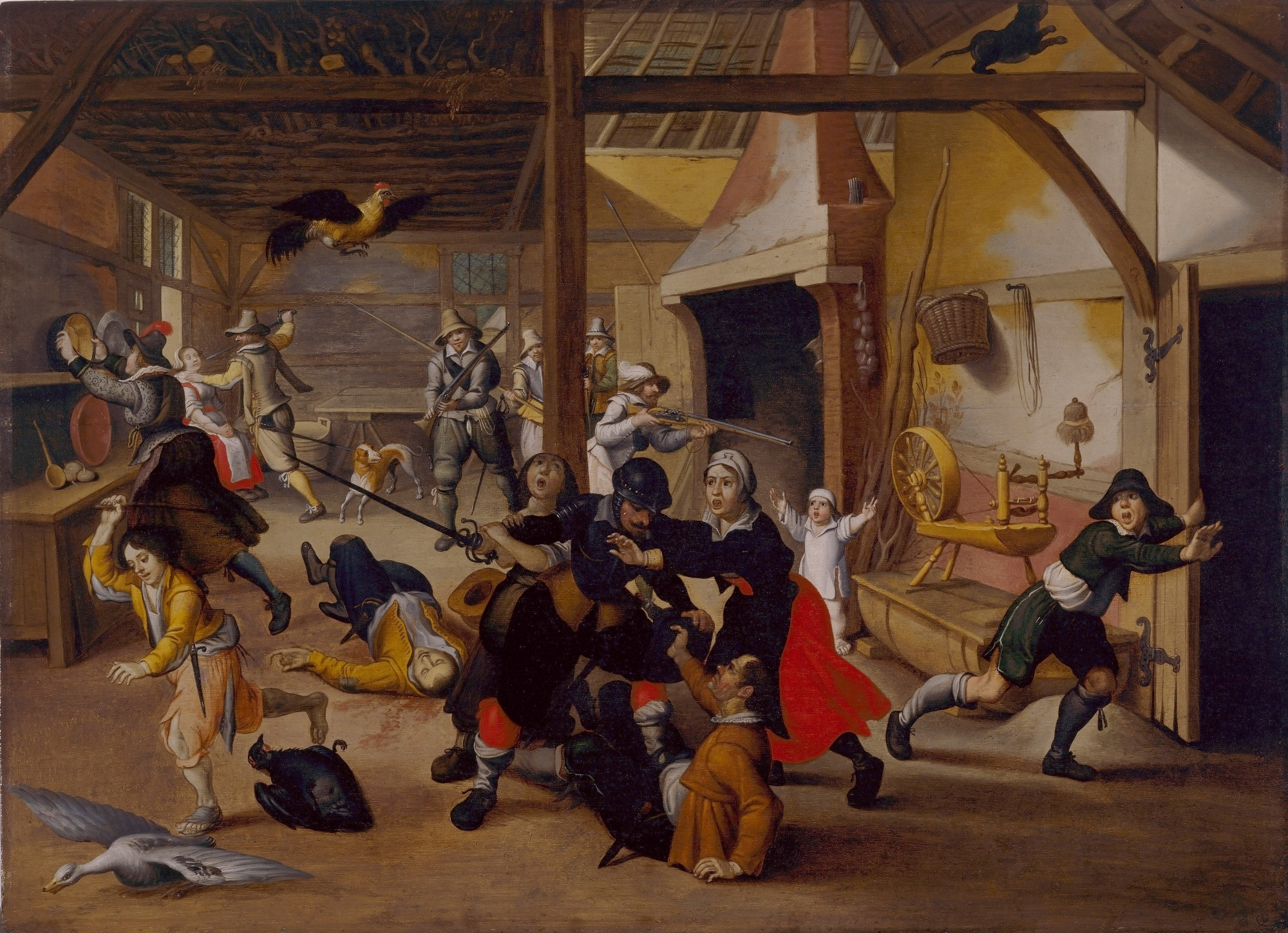
Soldaten plunderen een boerderij, Deutsches Historisches Museum, Berlijn

Een van de onderwerpen waar hij regelmatig naar terugkeerde was dat van de Slag tussen Lekkerbeetje en De Bréauté op de Heide van Vught. Het onderwerp was geïnspireerd op een gebeurtenis die plaatsvond op 5 februari 1600, toen een overmoedige jonge Franse bevelhebber met de naam Pierre de Bréauté door de Spaanse cavalerieluitenant Gerard van Houwelingen, bekend onder zijn bijnaam Lekkerbeetje, werd uitgedaagd tot een duel, nadat hij had beweerd dat zijn eigen ruiters beter waren dan die van de Spanjaarden. De slag werd uitgevochten op de Heide van Vught, een klein bebost gebied bij de stad Vught, tussen de stadsgalg en de molen. Aan beide zijden waren 21 ruiters gewapend met zwaarden en pistolen. Lekkerbeetje werd bij het begin van het treffen gedood met een enkel pistoolschot. Tijdens de schermutseling vielen er in totaal 19 doden onder de Fransen. Pierre de Bréauté werd gevangen genomen en vervolgens gedood door zijn tegenstanders. Het onderwerp van deze veldslag werd in die tijd zo populair omdat het de toen vrijwel verdwenen ridderlijke praktijk van het duelleren verheerlijkte.
Een onderwerp dat nauw verwant is aan de militaire taferelen zijn zijn taferelen van overvallen door rovers op reizigers en van soldaten die dorpen plunderen.  Een voorbeeld is de Overval op rovers (Hermitage in Sint-Petersburg). Het schilderij toont een scène van reizigers te paard die een aanval van rovers proberen af te slaan. Veel van zijn scènes van hinderlagen weerspiegelen de hulpeloosheid van de burgerslachtoffers.
Vrancx had verschillende volgelingen in de Habsburgse Nederlanden, onder wie Pieter Meulener, Jacques van der Wijen en Adam Frans van der Meulen, die een leerling was van Peter Snayers (een leerling van Vrancx) en later naar Frankrijk verhuisde. In de Noordelijke Nederlanden is Vrancx' invloed duidelijk te zien in het werk van Esaias van de Velde en Pauwels van Hillegaert. Vrancx' cavalerietaferelen bleven behoudend, vergelijkbaar met die van Antonio Tempesta.

## Genreschilderijen

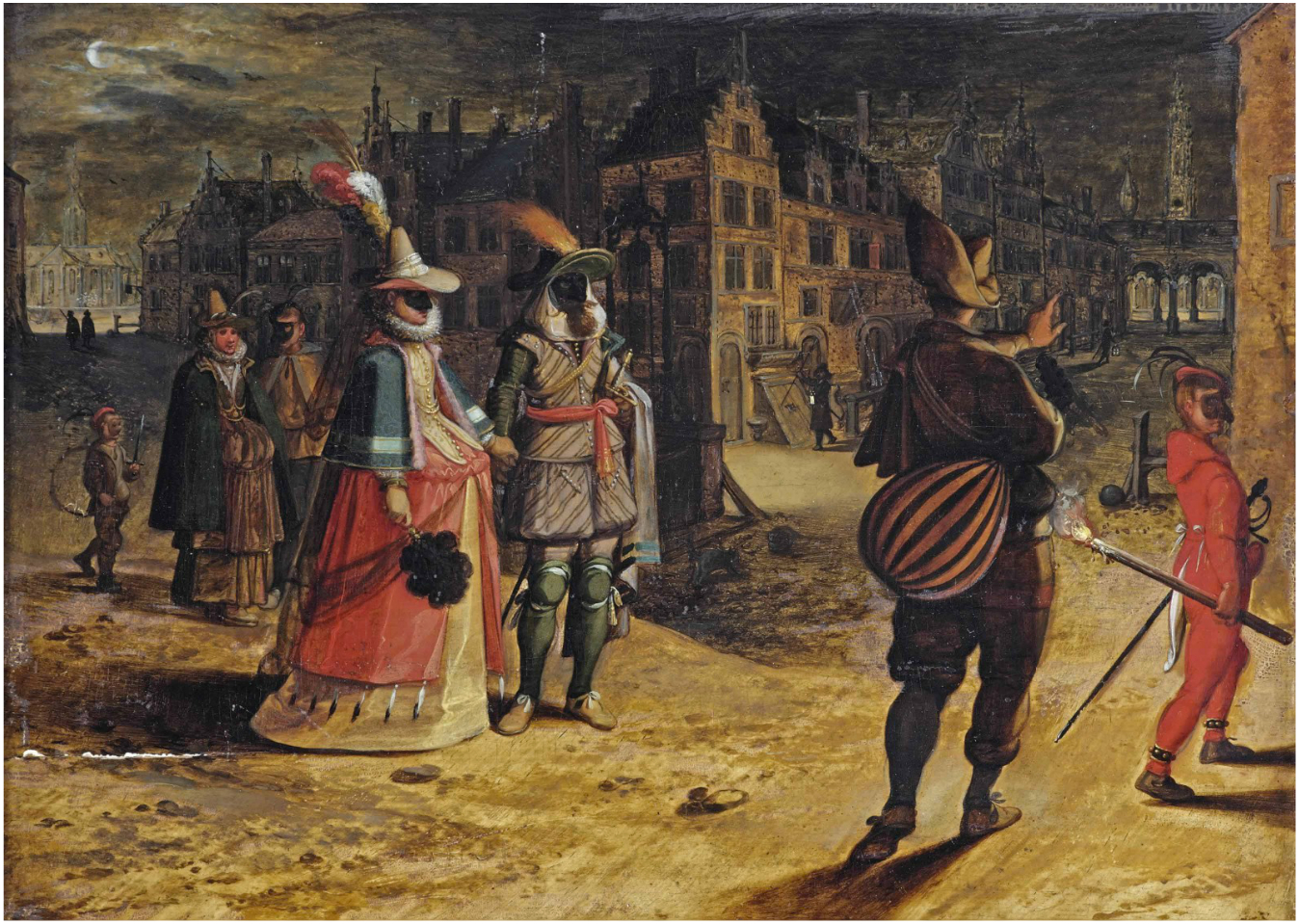
Een gezicht op Antwerpen bij nacht met elegante figuren op weg naar een maskerade

Sebastiaen Vrancx begon zijn carrière in Italië met het schilderen van kleinschalige maniëristische Bijbelse taferelen die doen denken aan Paul Bril en Jan Brueghel de Oude.  Na zijn terugkeer in zijn vaderland wendde hij zich tot genre-onderwerpen.  Hij maakte een aantal dorps- en stadsgezichten. Sommige taferelen beeldden gemaskerde personen af en waren wellicht gebaseerd op zijn ervaring als schrijver van en acteur in toneelstukken die door de rederijkerskamer werden opgevoerd. Een voorbeeld is Een gezicht op Antwerpen bij nacht met elegante figuren op weg naar een maskerade (bij Christie's op 23-24 juni 2015, Amsterdam lot 45). In deze nachtscène weet Vrancx de effecten van maanlicht en fakkellicht vast te leggen. De nachtelijke sfeer wordt voelbaar gemaakt met naturalistische en scherp geobserveerde scènes, zoals de twee katten in het midden die slechts als silhouetten zijn afgebeeld en op het punt staan elkaar aan te vallen. De compositie toont aandacht voor de kledij van de figuren, een interesse die ook tot uiting komt in Vrancx' ontwerpen voor een reeks prenten uitgevoerd door Pieter de Jode (I), bekend als de Variarum Gentium Ornatus, waarop de klederdracht van verschillende landen zijn afgebeeld.
Hij schilderde ook de compositie |Apen en katten in uniform die valt in het genre van de singerie, die apen uitbeeldt terwijl ze menselijke activiteiten uitvoeren. In dit genre waren de apen vaak gekleed in kostuums, hetgeen humor toevoegt aan het 'na-apen' door de apen van een bepaalde menselijke handeling (vaak een ondeugd) of bezigheid.

## Architecturale schilderkunst

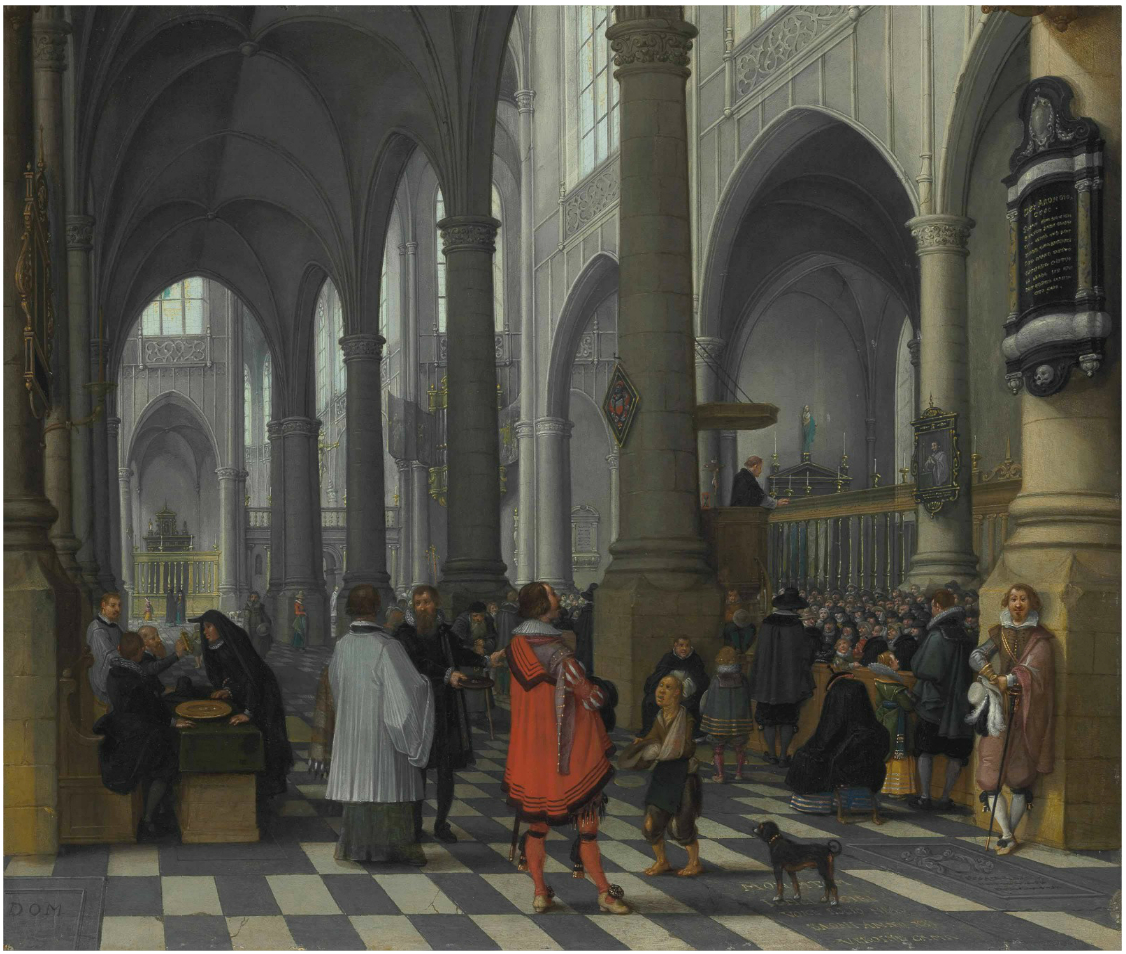
Interieur van de Sint-Jacobskerk te Antwerpen

Vrancx werkte samen met de architectuurschilder Pieter Neefs de Oude. Hij voegde stoffage toe aan Neefs' kerkinterieurs. Vrancx schilderde zelf architectuurschilderijen van kerkinterieurs. Een voorbeeld is het Interieur van de Sint-Jacobskerk in Antwerpen (Christie's op 14 april 2016, New York lot 108). Vrancx' compositie verbeeldt het verheven, met licht gevulde interieur van de Sint-Jacobskerk in Antwerpen, waar een priester een preek houdt voor de massa's, terwijl elegant geklede toeschouwers rond het gangpad lopen. Hij gebruikt een overwegend neutraal palet waaraan hij zorgvuldig geplaatste toetsen kardinaalrood toevoegt met een gedurfd effect. Rechts leunt een man met een gepluimde hoed en in lavendelkleurige kledij tegen de voet van een zuil aan de rechterkant. Hij kijkt de toeschouwer verdwaasd en zelfverzekerd aan. De figuur zou een zelfportret kunnen zijn, aangezien hij een sterke gelijkenis vertoont met het portret van de kunstenaar door Antoon van Dyck. In deze compositie wordt geen gebruik gemaakt van het strakke lineaire perspectief dat rechtstreeks op het schip van de kerk is gericht, zoals gebruikelijk was in het werk van de kerkschilders van de Antwerpse school.